# Myckleby landskommun
Myckleby landskommun var en tidigare kommun i dåvarande  Göteborgs och Bohus län.

## Administrativ historik
När 1862 års kommunalförordningar började gälla inrättades över hela landet cirka 2 400 landskommuner, de flesta bestående av en socken. Därutöver fanns 89 städer och 8 köpingar, som då blev egna kommuner. Denna kommun bildades då i Myckleby socken i Orusts östra härad i Bohuslän.
Vid kommunreformen 1952 bildade Myckleby storkommun genom sammanläggning med de tidigare kommunerna Långelanda och Torp. Denna konstruktion visade sig inte hållbar utan redan 10 år senare gick denna kommun samman med dåvarande Tegneby landskommun för att bilda landskommunen Östra Orust, vilken sedan 1971 är en del av Orusts kommun.
Kommunkoden 1952–61 var 1422.

### Kyrklig tillhörighet
I kyrkligt hänseende tillhörde kommunen Myckleby församling. Den 1 januari 1952 tillkom Långelanda församling och Torps församling.

## Geografi
Myckleby landskommun omfattade den 1 januari 1952 en areal av 137,93 km², varav 134,55 km² land.

### Tätorter i kommunen 1960
I Myckleby landskommun fanns den 1 november 1960 ingen tätort. Tätortsgraden i kommunen var då alltså 0,0 procent.

## Politik

### Mandatfördelning i valen 1938–1958
| 8 | 12 |

| 18 |

| 8 | 12 |

| 19 |

| 7 | 4 | 9 |

| 19 |

| 11 | 4 | 11 | 9 |

| 35 |

| 11 | 10 | 9 | 5 |

| 35 |

| 11 | 10 | 7 | 7 |

| 35 |